# Utile per inutile non vitiatur
Utile per inutile non vitiatur è un brocardo latino la cui traduzione è: "Un atto valido non è viziato da una clausola invalida" o, più letteralmente, "L'utile non è inficiato dall'inutile".
Giuridicamente, esso esprime il principio per cui l'aspetto principale e positivo (utile) non può essere invalidato o compromesso (non vitiatur) da un elemento secondario e negativo (per inutile). Così, la nullità di una parte non sostanziale di una procedura, atto o contratto non comporta automaticamente la nullità dell'intero procedimento, atto o contratto. Un vizio di forma, ad esempio, non pregiudica la validità di un intero atto. Allo stesso modo, gli articoli 1419, 1420 e 1446 del Codice civile italiano si rifanno a tale principio (in questo caso, detto "di conservazione del contratto") quando evidenziano che, per poter annullare un intero contratto, la parte/clausola nulla deve essere «essenziale», tale cioè «che i contraenti non lo avrebbero concluso senza quella parte».
L'espressione viene comunque utilizzata anche al di fuori dell'ambito giuridico con un significato più ampio e generico per indicare che quanto c'è di globalmente positivo in una persona, gruppo, cosa o episodio, non può essere cancellato da suoi aspetti negativi marginali.